# Совхоз имени В. И. Ленина (Эстония)
Опорно-показательный совхоз имени В. И. Ленина (эст. V. I. Lenini nimeline Näidissovhoos) — одно из самых успешных социалистических хозяйств советской Эстонии.
Основан в 1948 году. Находился в Раннуском сельсовете Тартуского района. Центральная усадьба находилась в посёлке Курекюла. 
Общий земельный фонд совхоза составлял 10,7 тысяч гектаров, сельскохозяйственных угодий — 6,7 тысяч гектаров. Средняя численность работников в 1978 году составила 781 человек, сельскохозяйственным производством был занят 661 человек (средняя численность за 1977 год). 
Основные отрасли производства — скотоводство, свиноводство и семеноводство. Хозяйство было отнесено к племенным фермам II класса крупного рогатого скота эстонской красной породы. Совхоз имел на начало 1978 года 10 037 голов свиней. В 1977 году на 100 гектаров обрабатываемых земель произведено 1005 центнеров молока и 298 центнеров мяса, с 1 гектара получено 45 центнеров зерна, 265 центнеров картофеля, 57,1 центнера полевых трав. 
В 1967 году совхоз был награждён орденом Ленина. 
Директором совхоза с 1948 года был Герой Социалистического Труда Антон Кониярв.
После отделения Эстонии от Советского Союза Опорно-показательный совхоз имени Ленина, как и все социалистические хозяйства страны, прекратил своё существование.